# 新宁镇 (开江县)
新宁镇，是中华人民共和国四川省达州市开江县下辖的一个乡镇级行政单位。2019年12月，将新宁镇淙城社区、滨河社区、新安社区、清河社区、建设社区、橄榄社区、金牛社区、圆井眼村、三里桥村、真武宫村、接龙桥村、黄泥沟村、老鹰岩村、二里半村、红庙村、明月坝村和普安镇峨城社区、九石坎社区、观音寨村、杨柳湾村所属行政区域划归淙城街道管辖，撤销沙坝场乡，将其所属行政区域划归新宁镇管辖。

## 行政区划
新宁镇下辖以下地区：
2019年12月调整后，新宁镇辖原沙坝场乡和孙家沟村、瓦店子村、胡家沟村、万花岭村、竹山湾村、桥亭村、白云村、五里桥村、林桐山村、穿心店村、白马村所属行政区域，新宁镇人民政府驻小南街11号。